# Туя (озеро)
Туя (англ. Tuya Lake) — озеро в провинции Британская Колумбия (Канаде).

## География
Расположено в северо-западной части провинции. Длина озера составляет 13 км, максимальная ширина — 3 км. Высота над уровнем моря — 1118 метров. Питание от реки Батт-Крик и многочисленных ручьёв, сток по реке Туя на юг и юго-запад до впадения в реку Стикин.
Озеро названо «Туя» не по названию одноимённого дерева, а по общему названию потухших вулканов с плоской вершиной и обрывистыми краями, которые сформировались в тот период, когда поверхность над местом извержения была покрыта очень мощным слоем льда.

## Флора и фауна
Рельеф местности вокруг озера чрезвычайно разнообразен — горы, потухшие вулканы, плато, равнины. В лесах произрастает белая ель, ива, берёза, встречается пихта. Животный мир представлен северными оленями, лосями, снежными козами, волками, росомахами, чёрными медведями и гризли. Самые распространённые водоплавающие птицы на озере: шилохвость, малая морская чернеть, краснозобая гагара. В водах озера водится налим, хариус, форель и нерка.